# SheZow
A Shezow (eredeti cím: SheZow) ausztrál–kanadai–amerikai televíziós 2D-s számítógépes animációs sorozat, amelyet Gillian Carr rendezett. Magyarországon a Megamax adta.

## Ismertető
A főszereplő, egy 12 éves fiú, akinek neve Guy Eli Hamdon. Felfedezi a hatalommal rendelkező gyűrűt, és felveszi azt. Ameddig ez a gyűrű nála van, addig ez szuper hatalmat biztosít neki. Amíg a bűnökkel szembe néz, addig hordania kell egy szuperhős jelmezt.

## Szereplők
- Jacquie Brennan – Sheila, Tara, Grilla, Null, Madame Curiador
- Lyall Brooks – Brian Smirk, Tattoosalla, Coldfinger, Mocktopus, Wackerman, Senior Yo-Yo, Count Pussenbite, Mister Cylinder, Mega Monkey, Caped Koala, Crash Thunder, Aristotle, Brouhaha, Dr. Frankenweather, Fibberachee, Maj. Attitude, Manny Ken, Void, Periwinkle, Spit Bubble, Moocher, Pirate Posse, Dudley, Kelli, Captain XL, Mayor Stanley, Link, Sarcazmo, Wishington, Tad, McSniff, Legal Cat
- David-Myles Brown – Guy/SheZow (csak Ausztrália és Új-Zéland), Moocher, Pirate Posse
- Dan Hamill – Boxter rendőrtiszt, Candy Rapper, Le Pigeon, Moocher, Freddie Fartonavich
- Matt Hill – Maz
- Diana Kaarina – Kelly
- Justin Kennedy – Big Chow Slim
- Elizabeth Nabben – Droosha, Agnes néni, Mrs. Creature, Baby Scarington, Uma Thermal
- Sam Vincent – Guy/SheZow (Ausztrálián és Új-Zélandon kívül), SheZap
- Cecelia Ramsdale – Gal/DudePow, Maizy, Wanda

## Epizódok
| Évad | Évad | Epizódok | Eredeti sugárzás   | Eredeti sugárzás  | Eredeti adó | Magyar sugárzás  | Magyar sugárzás    | Magyar adó |
| Évad | Évad | Epizódok | Évadpremier        | Évadfinálé        | Eredeti adó | Évadpremier      | Évadfinálé         | Magyar adó |
| ---- | ---- | -------- | ------------------ | ----------------- | ----------- | ---------------- | ------------------ | ---------- |
|      | 1    | 52       | 2012. december 15. | 2013. november 2. | Network 10  | 2014. október 9. | 2014. december 31. | Megamax    |

| #  | Magyar cím                    | Eredeti cím                 |
| -- | ----------------------------- | --------------------------- |
| 1  | Happens néni öröksége         | SheZow Happens              |
| 2  | Hideg ujj                     | Cold Finger                 |
| 3  | Legyen bank                   | Makin' Bank                 |
| 4  | Szuper segéd                  | Super Sidekick              |
| 5  | Bűbájgeddon                   | Glamageddon                 |
| 6  | SheZap                        | SheZap                      |
| 7  | Betegnap                      | S.I.C.K. Day                |
| 8  | Felragadva                    | Stuck Up                    |
| 9  | Shezow és DudePow találkozása | SheZow Meets DudePow        |
| 10 | Zsíros                        | ShePhat                     |
| 11 | Guy és a baba                 | Guy and Doll                |
| 12 | A családfa                    | Family Tree                 |
| 13 | Bébiszitter kalamajka         | Babysitter Jitters          |
| 14 | Tetkóról szó sem lehet        | No Tattoo 4 U               |
| 15 | Egy séta a cipőben            | A Walk in My Heels          |
| 16 | She-T                         | She-T                       |
| 17 | BruHaHa                       | BrouHaHa                    |
| 18 | Ecetes síkocsi                | Shehicle Pickle             |
| 19 | Maminézia                     | Momnesia                    |
| 20 | Fekszimilédi                  | Facsimilady                 |
| 21 | Barátnő                       | ShePal                      |
| 22 | Le galamb                     | Le Pigeon                   |
| 23 | She-D-ben                     | In She-D                    |
| 24 | Fibberachee                   | Fibberachee                 |
| 25 | Sarcazmo és a hatalmas        | Sarcazmo the Great          |
| 26 | SheSquatch                    | SheSquatch                  |
| 27 | Szerencsesüti                 | Fortune Kooky               |
| 28 | A fekete az új pink           | Black Is the New Pink       |
| 29 | Mr. kedves fickó              | Mr. Nice Guy                |
| 30 | Fogösszeomlás                 | Dental Breakdown            |
| 31 | Égi háború                    | Crash Thunder               |
| 32 | Ó Dr. Frankenweather          | Meet Dr. Frankenweather     |
| 33 | Maz Junior                    | Maz Junior                  |
| 34 | Szokatlan megfázás            | Uncommon Cold               |
| 35 | Átváltozás túladagolása       | Transformation Overload     |
| 36 | Kívánságverzum                | Wishington                  |
| 37 | Közszolgálatban               | PSA-Lister                  |
| 38 | Barát vagy ellenség           | Friend or Faux              |
| 39 | SheZow egy napra              | SheZow for a Day            |
| 40 | Lányoknak tilos               | No Girls Allowed            |
| 41 | Kikapcsolva                   | Unplugged                   |
| 42 | Eszement gyep                 | Lawn Gone Mad               |
| 43 | Gonosz nap                    | Evil Villains Day           |
| 44 | Vámpírmacskák zombivároskában | Vampire Cats in Zombie Town |
| 45 | Karácsony                     | SheZon's Greetings          |
| 46 | Hó sincs róla                 | Snow Way, Dude!             |
| 47 | Lábalók                       | Hot Rocks                   |
| 48 | SheZap, a hatalmas            | SheZap is Whack             |
| 49 | A hiányzó láncszem            | Missing Link                |
| 50 | Nulla és semmi                | Null and Void               |
| 51 | Természetfeletti történelem   | Supernatural History        |
| 52 | DudePow visszatér             | DudePow Returns             |